# Julius Heinrich von Friesen

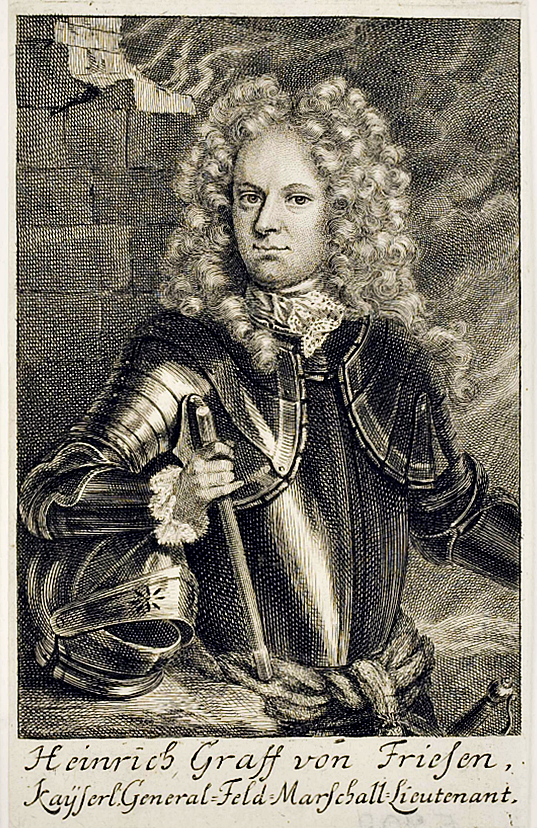
Porträtstich von Martin Bernigeroth

Julius Heinrich von Friesen, ab 1702 Reichsgraf von Friesen (* 17. Juni 1657 in Dresden; † 28. August 1706 in Rastatt) war ein kursächsischer, englischer und kaiserlicher General.

## Leben

### Herkunft und Familie
Julius Heinrich entstammte der alten Adelsfamilie von Friesen und war der einzige Sohn des kursächsischen Geheimenratsdirektor Heinrich Freiherr von Friesen (1610–1680) und der Maria Margaretha von Lützelburg (1632–1689). Er hatte noch acht Schwestern.

### Werdegang
Friesen ging zunächst in holländische Dienste und war dort zuletzt Oberst eines Infanterieregiments. Im Jahr 1692 holte ihn der Kurfürst Johann Georg IV. nach Sachsen. Dort wurde er als Geheimer Kriegsrat Vorsitzender des Kriegskollegiums, außerdem wurde er sächsischer Generalmajor. Hiernach stand er als Generalmajor und schließlich Generalleutnant in englischen Militärdiensten. Am 10. April 1697 wurde er zum kaiserlichen Feldmarschallleutnant befördert, Kommandant der Festung Landau und avancierte schließlich am 5. Dezember 1703 zum Generalfeldzeugmeister.
Er konnte 1703 eine Belagerung überstehen, aber nach der verloren Schlacht am Speyerbach muss er die Festung übergeben. Friesen wurde nun Kommandant der Rheinschanze, als aber Landau am 25. November 1704 wieder an die Kaiserlichen fällt, wird er wieder Kommandant der Festung bis zu seinem Tod.
Als Kommandant der Festung Landau wurde er am 25. September 1702 zu Wien in den Reichsgrafenstand erhoben. Die kursächsische Anerkennung erfolgte am 21. November 1703.
Er war u. a. Erbherr auf Rötha und Trachenau. Nach starkem Fieber verstarb er plötzlich am 28. August 1706 im Alter von 49 Jahren auf dem markgräflichen Schloss zu Rastatt.

### Familie
Aus seiner 1680 mit Amalia Catharina von Dohna (1658–1707), Tochter des Generals Friedrich von Dohna, geschlossenen Ehe gingen zwei Kinder hervor:
- Charlotte Johanna Maximiliana ⚭ (1714 geschieden) Adolph Magnus von Hoym (1668–1723), polnisch-sächsischer Kabinettsminister
- Heinrich Friedrich (1681–1739), kursächsischer General der Infanterie, ⚭ Augusta Constantia von Cosel (1708–1728)